# Obrożnik górski
Obrożnik górski (Dicrostonyx nunatakensis) – gatunek ssaka z podrodziny karczowników (Arvicolinae) w obrębie rodziny chomikowatych (Cricetidae).

## Zasięg występowania
Obrożnik górski występuje endemicznie w górach Ogilvie, w północnym Jukonie, w Kanadzie.

## Taksonomia
Gatunek po raz pierwszy zgodnie z zasadami nazewnictwa binominalnego opisał w 1967 roku amerykański zoolog Phillip Merrill Youngman nadając mu nazwę Dicrostonyx torquatus nunatakensis. Holotyp pochodził z obszaru 20 mi (30 km) na południe od Chapman Lake (64°35’N, 138°13’W), na wysokości 5500 stóp (1646 m), w Jukonie, w Kanadzie. 
Uważa się, że D. nunatakensis jest izolowanym plejstoceńskim reliktem, który od dawna znajduje się na nunatakach lodowcowych (skalistych, odsłoniętych grzbietach górskich) i jest odizolowany od innych populacji Dicrostonyx. Tylko 16 okazów pochodzi z góry Trapper i Seela Range w górach Ogilvie, ale region ten był badany w ograniczonym zakresie. Zachodzi potrzeba bardziej systematycznych prac nad kompleksem D. groenlandicus, aby w pełni zrozumieć granice gatunkowe. Autorzy Illustrated Checklist of the Mammals of the World uznają ten takson za gatunek monotypowy.

### Etymologia
- Dicrostonyx: gr. δικρος dikros „rozwidlony”; ονυξ onux, ονυχος onukhos „pazur”[7].
- nunatakensis: grenlandzka nazwa nunatak oznaczająca „szczyt pojawiający się nad lodowcem”[2].

## Morfologia
Długość ciała (bez ogona) 117–118 mm, długość ogona 11–12 mm; brak szczegółowych danych dotyczących masy ciała. 

## Biologia
Zwierzęta te zamieszkują skalistą tundrę piętra alpejskiego w górach Ogilvie. Prawdopodobnie zostały odizolowane od pokrewnych lemingów z arktycznej tundry wraz z ociepleniem klimatu ok. 10 000 lat temu.

## Populacja
Jest to gatunek najmniejszej troski, gdyż wprawdzie ma ograniczony zasięg występowania, ale jest na nim bardzo pospolity i nie są znane zagrożenia dla jego populacji.